# Divas (album)
Divas drugi je studijski album hrvatske ženska pop grupe Divas, objavljen 1999. godine u izdanju diskografske kuće Croatia records. Autori pjesama uz članice grupe su i Darko Juranović D'Knock, Baby Dooks, Miro Buljan, Ilan Kabiljo, Matija Dedić i drugi. S albuma je izdano pet singlova: "Više nisi tu", "Da ili ne", "Euforija", "Oprosti mi", "What a feeling".

## Popis pjesama
| Br. | Skladba                                    | Trajanje |
| --- | ------------------------------------------ | -------- |
| 1.  | »Intro«                                    | 00:52    |
| 2.  | »Da ili ne«                                | 04:30    |
| 3.  | »Oprosti mi (club mix)«                    | 04:26    |
| 4.  | »What a feeling«                           | 04:48    |
| 5.  | »Euforija«                                 | 03:45    |
| 6.  | »Interulde "Ne mogu bez tebe" - slow part« | 01:56    |
| 7.  | »Ne mogu bez tebe - club part«             | 03:09    |
| 8.  | »Lomi, slomi«                              | 04:55    |
| 9.  | »Bilo kad, bilo gdje«                      | 03:22    |
| 10. | »Za mene stvoren si«                       | 03:45    |
| 11. | »Najbolja«                                 | 03:55    |
| 12. | »Sve što si mi ti«                         | 03:34    |
| 13. | »Proljeće«                                 | 05:51    |
| 14. | »Više nisi tu«                             | 04:35    |
| 15. | »Jutro me ne poznaje«                      | 04:25    |
| 16. | »Da ili ne (D'Knock & Fresh Jay remix)«    | 03:58    |
| 17. | »Sve što si mi ti (duet Tram 11)«          | 03:32    |